# Agrodiaetus damalis
Agrodiaetus damalis är en fjärilsart som beskrevs av Riley 1921. Agrodiaetus damalis ingår i släktet Agrodiaetus och familjen juvelvingar. Inga underarter finns listade i Catalogue of Life.